# Крейсполдергавен
Крейсполдергавен (нід. Kruispolderhaven) — селище в нідерландській провінції Зеландія. Входить до муніципалітету Гюлст. Назва цього селища, розташованого в регіоні Зееувс-Фландрія, походить від невеликого порту, який був у селищі до підвищення дамби в рамках проєкту «Дельта».

## Розташування
Крейсполдергавен розташований у Круйсполдері, між Клостерзанде і Грау, і входить до складу населеного пункту Круйсполдер, який складається з польдеру з чотирма селами: Балгук, Дувенхок, Круйсдорп і Круйсполдерхавен. У селі знаходиться близько тридцяти характерних дамбних будиночків. Круйсполдерхавен має чотири дороги: Круйсполдеркай, Шельдевег, Ланге Ньївстраат і Дуйвенхоексевег. На південь від хутора розташований Дуівенхук, на захід — Флуїтерсхук, на схід — Пал, а на північний захід — Баалхук. Круісполдерхавен розташований на березі Вестерсхельде.
Поштовий індекс Крейсполдергавена — 4587, поштовий індекс Клоостерзанде.

## Історія

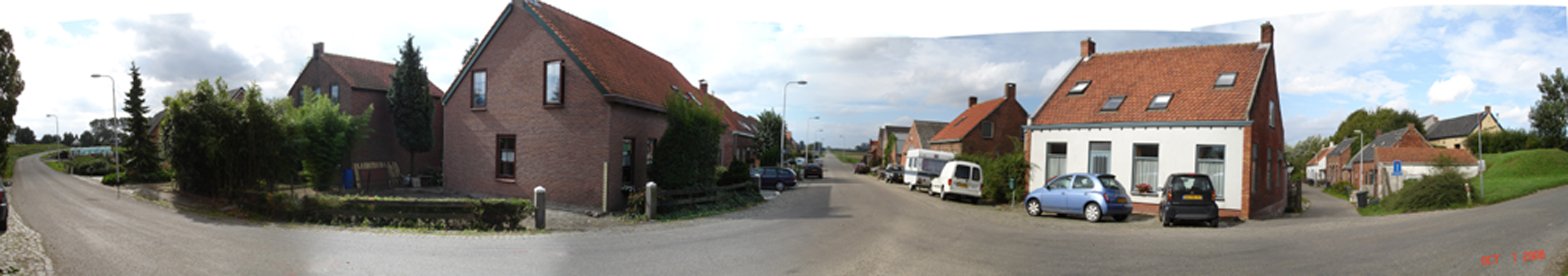
Крейсполдергавен 2006 рік

Круйсполдер виник у 1612 році в результаті обвалення дамби, що захищала від моря місто Хонтеніссе, яке було затоплене в 1508/1511 роках. Східна частина Зеландії-Фландрії тоді ще перебувала під владою Іспанії. Облаштування дамб стало можливим лише після того, як абатство Тер-Дуїнен відмовилося від своїх прав на солончаки Оуд-Гонтеніссе. Ця новоосвоєна територія отримала назву «Кройс-Полдер». Мешканці цієї місцевості іноді брали прізвище Van de Cruys (від слова «хрест») або просто Cruys. Пізніші похідні від прізвища Cruys — Cruijsse, Crouse і Kruis.
У 1899 році на суднобудівному заводі в Крейсполдергавені було побудовано перше судно типу «леммерхенст» — вітрильник, призначений для риболовлі в дельті Шельди.